# Owain Doull
Owain Doull (Cardiff, 2 de mayo de 1993) es un deportista británico que compite en ciclismo en las modalidades de pista, especialista en las pruebas de persecución por equipos, y ruta.
Participó en los Juegos Olímpicos de Río de Janeiro 2016, obteniendo una medalla de oro en la prueba de persecución por equipos (haciendo equipo con Edward Clancy, Steven Burke y Bradley Wiggins).
Ganó dos medallas de plata en el Campeonato Mundial de Ciclismo en Pista, en los años 2015 y 2016, y tres medallas de oro en el Campeonato Europeo de Ciclismo en Pista entre los años 2013 y 2015.
En carretera su mayor éxito es la medalla de bronce en el Campeonato Mundial de Ciclismo en Ruta de 2017, en la prueba de contrarreloj por equipos.

## Medallero internacional

### Ciclismo en pista
| Juegos Olímpicos   | Juegos Olímpicos          | Juegos Olímpicos | Juegos Olímpicos        |
| Año                | Lugar                     | Medalla          | Competición             |
| ------------------ | ------------------------- | ---------------- | ----------------------- |
| 2016               | Río de Janeiro ( Brasil)  | Medalla de oro   | Persecución por equipos |
| Campeonato Mundial |                           |                  |                         |
| Año                | Lugar                     | Medalla          | Competición             |
| 2015               | Saint-Quentin ( Francia)  | Medalla de plata | Persecución por equipos |
| 2016               | Londres ( Reino Unido)    | Medalla de plata | Persecución por equipos |
| Campeonato Europeo |                           |                  |                         |
| Año                | Lugar                     | Medalla          | Competición             |
| 2013               | Apeldoorn ( Países Bajos) | Medalla de oro   | Persecución por equipos |
| 2014               | Baie-Mahault ( Francia)   | Medalla de oro   | Persecución por equipos |
| 2015               | Grenchen ( Suiza)         | Medalla de oro   | Persecución por equipos |

### Ciclismo en ruta
| Campeonato Mundial | Campeonato Mundial | Campeonato Mundial | Campeonato Mundial       |
| Año                | Lugar              | Medalla            | Competición              |
| ------------------ | ------------------ | ------------------ | ------------------------ |
| 2017               | Bergen ( Noruega)  | Medalla de bronce  | Contrarreloj por equipos |

## Palmarés

### Ruta
2014
- Triptyque des Monts et Châteaux, más 1 etapa

2015
- 2 etapas de la Flèche du Sud

2018
- 3.º en el Campeonato del Reino Unido en Ruta

2019
- 1 etapa del Herald Sun Tour

2020
- 1 etapa del Tour La Provence

### Pista
2012
- Campeón de Gran Bretaña de persecución

2013
- Campeonato Europeo Persecución por Equipos (haciendo equipo con Edward Clancy,  Steven Burke y Andrew Tennant)

2014
- Campeonato Europeo Persecución por Equipos (haciendo equipo con Edward Clancy,  Jonathan Dibben y Andrew Tennant)

2015
- 2.º en el Campeonato Mundial Persecución por Equipos (haciendo equipo con Steven Burke, Edward Clancy y Andrew Tennant)
- Campeonato Europeo Persecución por Equipos (haciendo equipo con Bradley Wiggins,  Jonathan Dibben y Andrew Tennant)

2016
- 2.º en el Campeonato Mundial Persecución por Equipos (haciendo equipo con Jonathan Dibben, Edward Clancy y Bradley Wiggins)
- Campeonato Olímpico Persecución por Equipos (haciendo equipo con Edward Clancy, Bradley Wiggins y Steven Burke)

## Resultados en Grandes Vueltas y Campeonatos del Mundo
| Carrera         | Carrera         | 2014 | 2015 | 2016 | 2017 | 2018 | 2019 | 2020 | 2021 | 2022 | 2023 | 2024  | 2025  |
| --------------- | --------------- | ---- | ---- | ---- | ---- | ---- | ---- | ---- | ---- | ---- | ---- | ----- | ----- |
|                 | Giro de Italia  | —    | —    | —    | —    | —    | —    | —    | —    | Ab.  | —    | —     | 110.º |
|                 | Tour de Francia | —    | —    | —    | —    | —    | —    | —    | —    | 89.º | —    | —     | —     |
|                 | Vuelta a España | —    | —    | —    | —    | —    | 70.º | —    | —    | —    | —    | 118.º | —     |
| Mundial en Ruta | Mundial en Ruta | —    | —    | —    | Ab.  | —    | Ab.  | —    | —    | —    | 18.º | —     | —     |

—: no participa

Ab.: abandono

## Equipos
- An Post-ChainReaction (2014)
- Team Wiggins (2015-2015)
- Sky/INEOS (2016-2021)
  - Team Sky (2016-04.2019)
  - Team INEOS (05.2019-08.2020)
  - INEOS Grenadiers (08.2020-2021)
- EF Education-EasyPost (2022-)